# Pianoconcert nr. 5 (Saint-Saëns)
Pianoconcert nr. 5 in F majeur, opus 103, ook bekend als Het Egyptische is een pianoconcert geschreven door de Franse componist Camille Saint-Saëns.
Het stuk bestaat uit drie delen:
1. Allegro animato
2. Andante
3. Molto allegro

## Geschiedenis
Saint-Saëns schreef het concert in het jaar 1896 ter gelegenheid van een jubileumconcert op 6 mei dat jaar: op deze dag was het namelijk 50 jaar geleden dat Saint-Saëns debuteerde in de Salle Pleyel. Het werk werd geschreven in de Egyptische stad Luxor tijdens een van de wintervakanties die Saint-Saëns hield. Egyptische sferen zijn overduidelijk aanwezig in het Andante.
Het concert is eigenlijk één grote mengelmoes van impressies die Saint-Saëns opdeed tijdens wereldreizen naar onder andere Algerije, Sri Lanka, Brazilië, de Verenigde Staten van Amerika en Zuidoost-Azië. Daarnaast wordt er nog geciteerd uit Javaanse muziek, evenals uit Spaanse en Arabische muziek. Volgens de componist symboliseert het concert een zeereis.

## De muziek
In Allegro animato zijn twee thema's te onderscheiden die constant in elkaar overlopen. Het deel begint aangenaam met een eenvoudig thema voor de piano waarop wordt voortgeborduurd in verschillende thema's waarbij het stuk heftiger wordt middels een technisch veeleisende rol voor de piano in een op- en neergaande beweging. Dit lost op in een langzamer en melancholisch thema. Met een coda wordt het eerste deel afgesloten.
Het Andante opent met een langzaam, maar zeer energierijk stuk voor het orkest; de pauken zijn prominent aanwezig. Op de piano wordt een exotisch thema gespeeld. Hierop volgt een duidelijk thema, dat gebaseerd is op een lied dat Saint-Saëns bootmannen op de Nijl hoorde zingen. De bijnaam Het Egyptische voor het concert is overduidelijk gebaseerd op het Andante. Het tweede deel wordt afgesloten met mysterieuze klanken van het orkest en de piano die kikkers en krekels voorstellen.
Het Molto allegro wordt geopend door de pianist met een lange passage waarna een zeer levendig thema volgt. Het duizelingwekkende motief van de piano wordt verweven met een nieuw, verheven thema dat wordt aangevoerd door de blazers en de strijkers die op het eind samenkomen in een krachtige finale. De thema’s uit dit derde deel zou Saint-Saëns uiteindelijk in de zesde en laatste étude uit zijn op.111 gebruiken.